# Evangelische Kirche (Krummenau)

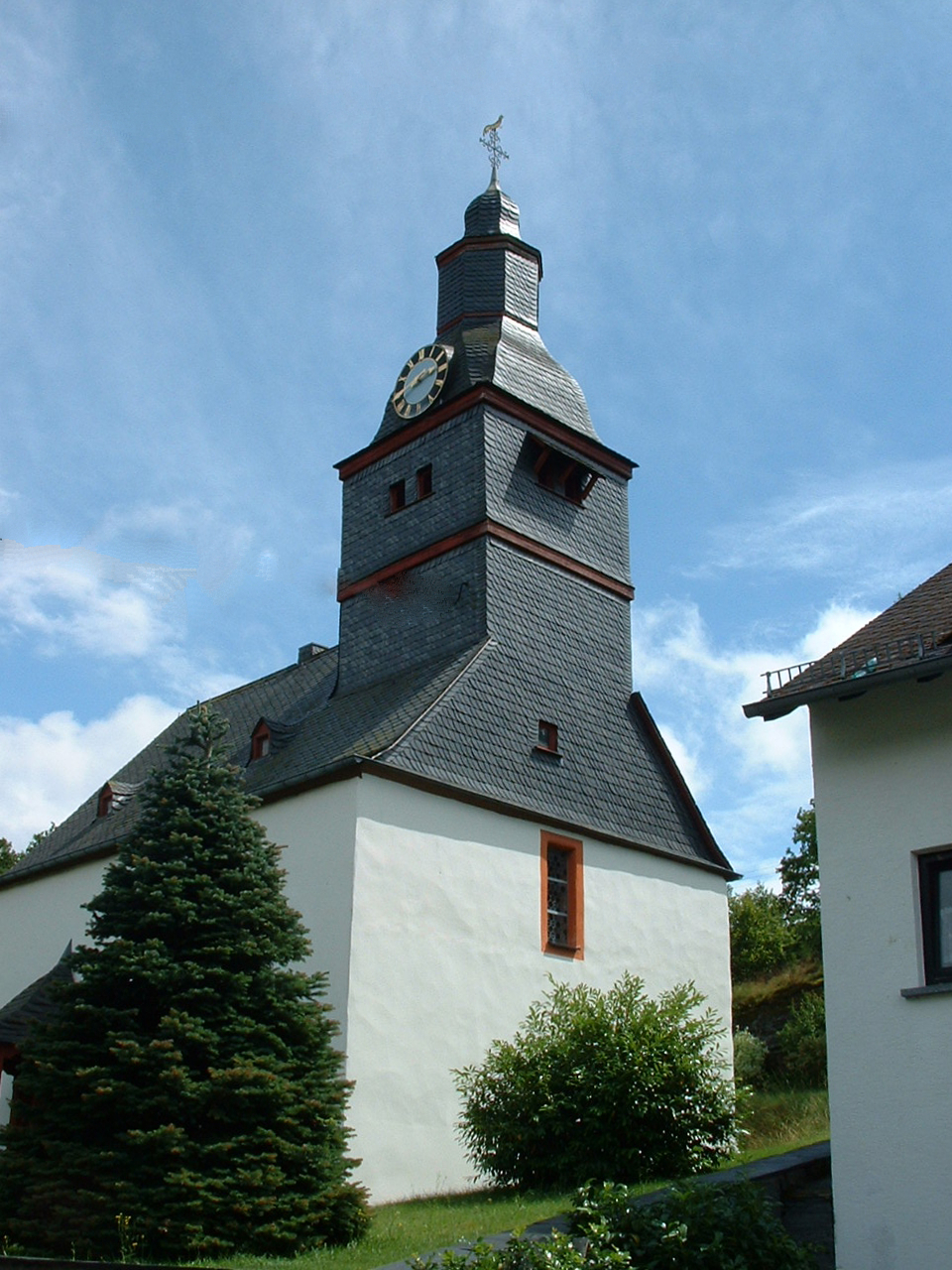
Evangelische Kirche Krummenau

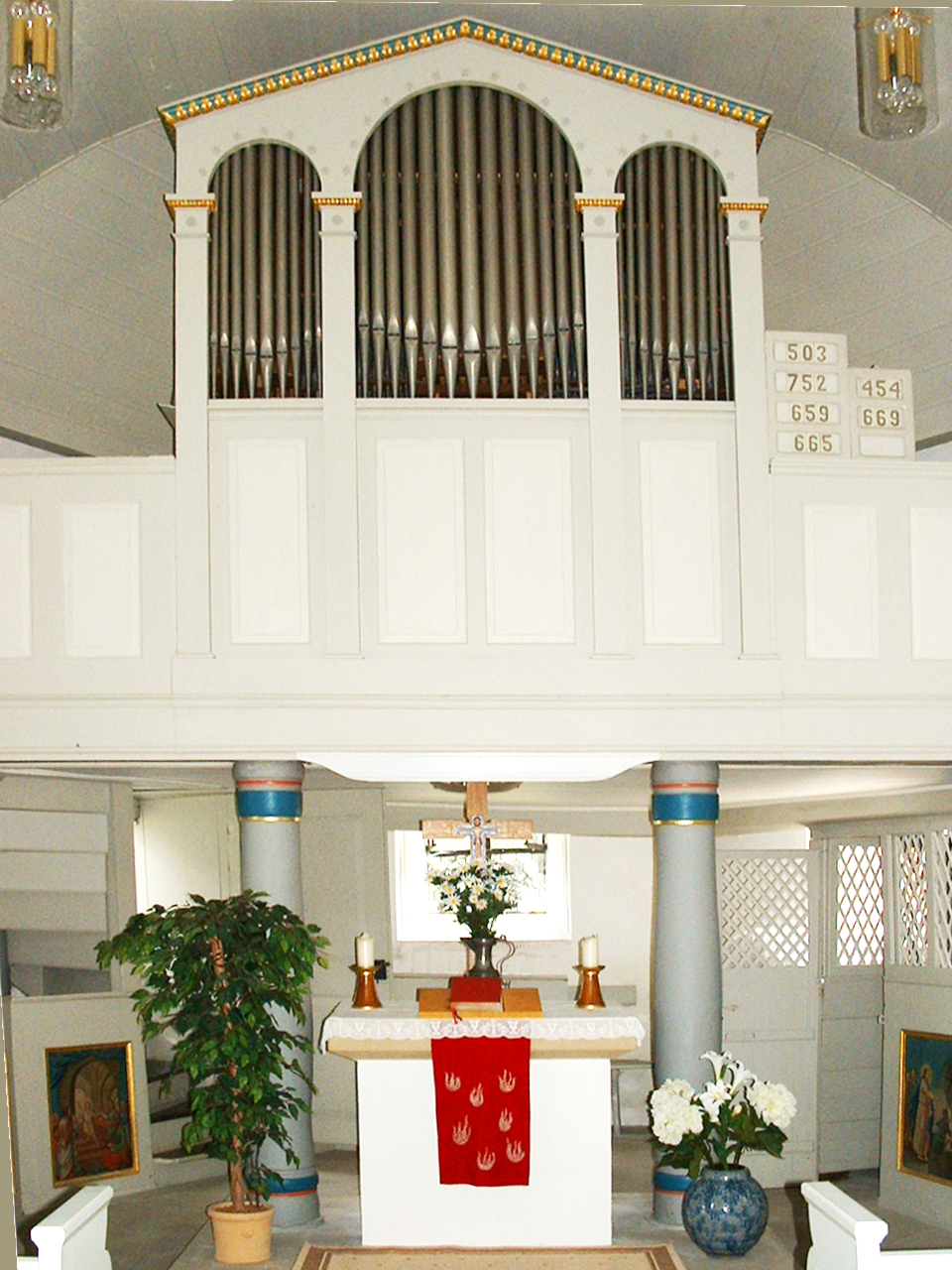
Orgel

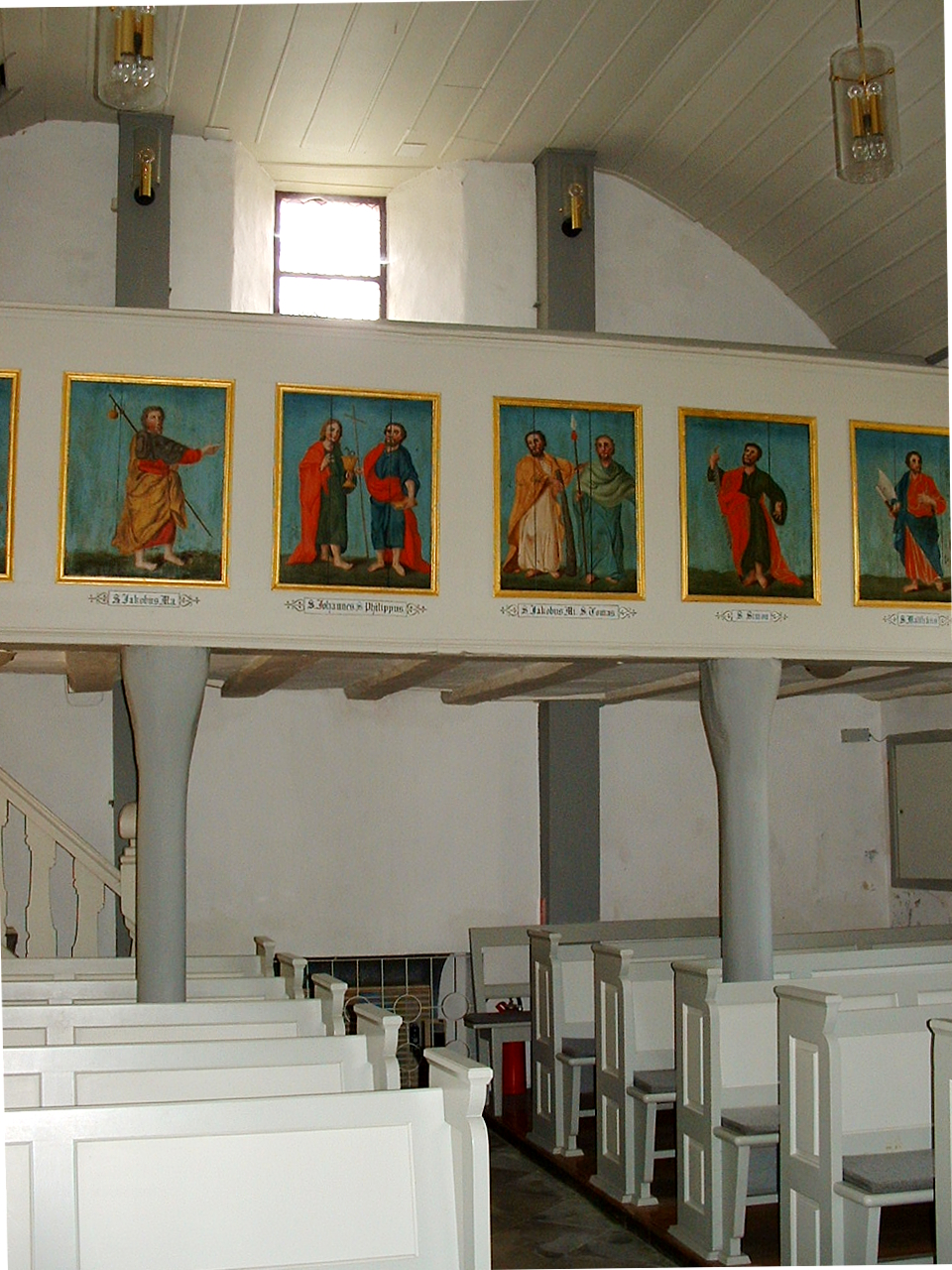
Evangelisten an der Empore

Die Evangelische Kirche Krummenau ist die evangelische Dorfkirche in Krummenau, einer Gemeinde im Landkreis Birkenfeld in Rheinland-Pfalz.

## Geschichte
Krummenau gehörte zum Gebiet der Wild- und Rheingrafschaft, die bis 1555 in ihrem Gebiet die Reformation einführten. Im 16. Jahrhundert gehörte Krummenau als Filiale zum oberen Kirchspiel Hausen, war 1602–1617 selbständige Kirchengemeinde, danach Filiale der evangelischen Kirchengemeinde Laufersweiler. 1820 kam Krummenau zum Kirchspiel Kleinich. Ab 1884 bildete Hirschfeld-Horbruch zusammen mit Krummenau eine eigene Kirchengemeinde mit eigener Pfarrstelle. Diese hatte ihren Sitz in Horbruch. 1973 wurde die Pfarrstelle wieder aufgehoben. 2008 kam es zu einer Fusion der Kirchengemeinden Kleinich, Hirschfeld-Horbruch und Krummenau. Seit diesem Zeitpunkt führt die Gemeinde den Namen Christus-Kirchengemeinde Kleinich. Sie gehört zum Kirchenkreis Trier der Evangelischen Kirche im Rheinland. Regelmäßige Gottesdienste finden derzeit (Stand Frühjahr 2015) finden in den vier Hauptkirchen der Kirchengemeinde (Hirschfeld, Hochscheid, Kleinich, Krummenau) jeweils etwa vierzehntäglich statt.

## Architektur und Ausstattung
Die heutige Kirche ist ein Saalbau mit einem dreiseitigen Chorabschluss und einem Dachreiter der mit Schiefer beschlagen ist. Die Kirche ist durch eine Inschrift auf dem Türsturz auf das Jahr 1747 datiert. Die Kirche besitzt keinen Turm, dafür einen verschieferten Dachreiter mit Haubendach und Laterne. Unterhalb der Kirche verläuft der Idarbach, der durch eine mächtige Brücke aus Schiefer überspannt wird.
Die Originalausstattung der Kirche mit gewölbter Holzdecke ist vollständig erhalten: Die Kanzel besitzt einen polygonalen Korb und einen kronenartigen Schalldeckel. Ebenfalls erhalten sind das Prebytergstühl und die Westempore. An der Brüstung der Westempore befinden sich Bilder der Zwölf Apostel, die auf den Bildern entweder einzeln oder paarweise angeordnet sind. Die Ostempore und das Kirchengestühl zeigen eine klassizistische Formensprache. An der Emporenbrüstung und den Presbytergestühl befinden sich Ölgemälde mit Aposteldarstellungen und Szenen aus der Bibel.

## Orgel
Seit 1824 besitzt die Kirche eine Orgel auf der Ostempore von den Brüdern Weil/Neuwied.